# Édouard Dujardin
Édouard Dujardin (10 de novembro de 1861 – 31 de outubro de 1949), nascido em Saint-Gervais-la-Forêt (Loir-et-Cher) foi um escritor francês, poeta e dramaturgo, um dos pioneiros da técnica literária do Fluxo de Consciência ou monólogo interior, utilizada em seu romance Os Loureiros estão Cortados (Les Lauriers sont Coupés) de 1888.

Esta forma de narrativa será utilizada intensamente pelo médico e escritor vienense Arthur Schnitzler (1862-1931) em seu Tenente Gustl (1901) e em 1922 por James Joyce em   Ulisses. James Joyce reconhece publicamente haver estudado em profundidade a obra Os Loureiros estão Cortados. 

## Biografia
Edouard Émile Louis Dujardin foi o único filho de  Alphonse Dujardin, um capitão da marinha e de Théophile Dujardin. Estudou no Liceu Pierre Corneille em Ruão. Com a morte de seus pais herda uma grande fortuna o que irá possibilitar a encenação de duas de suas peças Antonia (1891) e Le Chevalier Du Passé (1882).
Em 1885 Dujardin e Téodor de Wyzewa lançaram a importante Revue Wagnérienne, seguindo o trabalho de Félix Fénéon e de sua Revue indépendante (1884-1895) que havia sido iniciada no ano anterior. 
Tornou-se em seguida também editor da Revue Indépendente 1886 com Fénéon, onde seus primeiros trabalhos literários foram publicados e seu principal romance Les Lauriers sont coupés ( 1888), o que lhe deu a alcunha de porta voz do simbolismo (Harry Ransom Humanities Research Center, 2004).
Dujardin casou-se primeiramente com Germaine em 1893 se separando em 1901. Em 1924 ele se casa com Marie Chenou, trinta anos mais jovem. Teve dois filhos e faleceu com 88 anos. Com sua fortuna, junto com seu gosto refilando, hábitos caros e de intensa vida notturna parisina lhe deram o apelido de "Dandy". Ficou conhecido também por numerosas relações com dançarinas e atrizes, sendo retratado por Toulouse Lautrec
Homem de intensa atividade literária produziu ensaios de crítica literária e social. Esta atividade de jornalista crítico lhe traz inúmeros problemas com as autoridades, incluindo a acusação de traição, para o qual, no entanto, nunca foi julgado.

## Obras
Teatro
- Antonia (1891)
- La Fin d'Antonia (1893)
- Le Chevalier Du Passé (1892)
- Les Argonautes :
- Marthe et Marie (1913),
- Les Époux d'Heur-le-Port (1919)

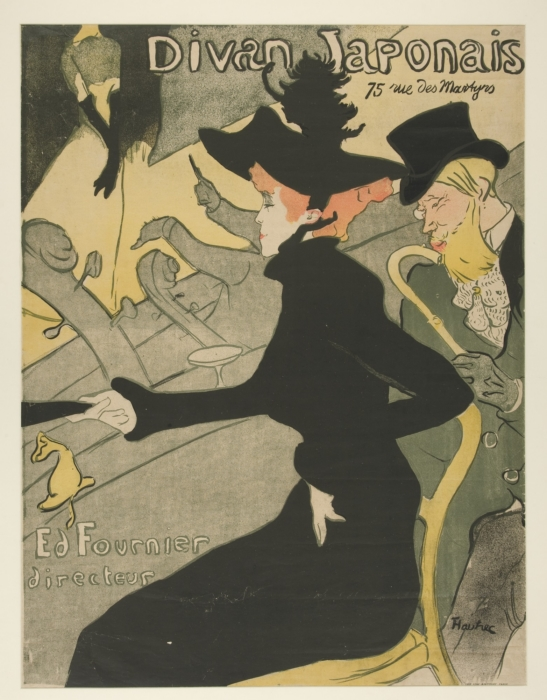
Desenho de Henri de Toulouse-Lautrec representando Edouard Dujardin na companhia da dançarina Jane Avril no Divan Japonais (1892).

- Le Retour des enfants prodigues (1924)
- Le Mystère du Dieu mort et ressuscité (1923)
- Le Retour éternel (1932)

Romances e outros trabalhos
- Les Hantises (1886)
- Les Lauriers sont Coupés (1888) Texto completo Projeto Gutenberg
- L'Initiation au péché et à l'amour (1898)

Poesia
- Trois poèmes en prose mêlés de vers [1886, 1888, 1892] (1936)
- La Comédie des amours (1891)
- Le Délassement du guerrier (1904)
- Poésies anciennes (1913)
- Mari Magno, 1917-1920 (1920)

Ensaios
- La Source du fleuve chrétien : histoire du judaïsme ancien (1906)
- Les Prédécesseurs de Daniel (1907)
- De Stéphane Mallarmé au prophète Ezéchiel (1919)
- Les Premiers Poètes du vers libre (1922)
- Le Dieu Jésus (1927)
- Grandeur et décadence de la critique, sa rénovation (1931)
- Le Monologue intérieur, son apparition, ses origines, sa place dans l'œuvre de James Joyce et dans le roman contemporain (1931)
- Mallarmé par un des siens (1936)
- La Première Génération chrétienne, son destin révolutionnaire (1936)
- De l'Ancêtre mythique au chef moderne (1943)
- Rencontres avec Houston Stewart Chamberlain (1943)
- Histoire ancienne du Dieu Jésus, l'Apôtre en face des apôtres (1945)